# Liga Nacional Superior de Voleibol (damer)
Liga Nacional Superior de Voleibol är den högsta serien i volleyboll för damer i Peru. Serien har funnit sedan 2002, då den ersatte Disunvol.

## Resultat per år
| Säsong  | Mästare                           | Tvåa                              | Trea                              |
| ------- | --------------------------------- | --------------------------------- | --------------------------------- |
| 2002    | Regatas Lima                      |                                   |                                   |
| 2003    | Circolo Sportivo Italiano         |                                   |                                   |
| 2004–05 | Regatas Lima                      | CDD Géminis                       | Circolo Sportivo Italiano         |
| 2005–06 | Regatas Lima                      | CDD Géminis                       |                                   |
| 2006–07 | Regatas Lima                      | Latino Amisa                      | Camino de Vida                    |
| 2007–08 | CDD Géminis                       | Regatas Lima                      | Circolo Sportivo Italiano         |
| 2008–09 | Circolo Sportivo Italiano         | CDD Géminis                       | Latino Amisa                      |
| 2009–10 | CDD Géminis                       | Regatas Lima                      | Divino Maestro                    |
| 2010–11 | Divino Maestro                    | CDD Géminis                       | Universidad César Vallejo         |
| 2011–12 | CDD Géminis                       | Universidad San Martín            | Divino Maestro                    |
| 2012–13 | Universidad César Vallejo         | Universidad San Martín            | Sporting Cristal                  |
| 2013–14 | Universidad San Martín            | Sporting Cristal                  | Universidad César Vallejo         |
| 2014–15 | Universidad San Martín            | CDD Géminis                       | Universidad César Vallejo         |
| 2015–16 | Universidad San Martín            | Regatas Lima                      | CDD Géminis                       |
| 2016–17 | Regatas Lima                      | Universidad San Martín            | CDD Géminis                       |
| 2017–18 | Universidad San Martín            | Jaamsa                            | Regatas Lima                      |
| 2018–19 | Universidad San Martín            | Circolo Sportivo Italiano         | Jaamsa                            |
| 2019–20 | Avbruten p.g.a. COVID-19-pandemin | Avbruten p.g.a. COVID-19-pandemin | Avbruten p.g.a. COVID-19-pandemin |
| 2020–21 | Regatas Lima                      | Alianza Lima                      | Circolo Sportivo Italiano         |
| 2021–22 | Regatas Lima                      | Alianza Lima                      | CDD Géminis                       |

## Individuella utmärkelser

### Mest värdefulla spelare
- 2008–09  Andreina Ruiz (Circolo Sportivo Italiano)
- 2009–10  Leyla Chihuan (Regatas Lima)
- 2010–11  Angélica Aquino (Divino Maestro)
- 2011–12  Patricia Soto (CDD Géminis)
- 2012–13  Milagros Moy (Universidad San Martín)
- 2013–14  Milca da Silva (Universidad San Martín)
- 2014–15  Cindy Rondon (CDD Géminis)
- 2015–16  Angela Leyva (Universidad San Martín)
- 2016–17  Sareea Freeman (Regatas Lima)
- 2017–18  Allison Mayfield (Universidad San Martín)
- 2018–19  Sandra Ostos (Circolo Sportivo Italiano)
- 2019–20  Karla Ortiz (Regatas Lima)